# Ďapalovce
Ďapalovce (hongrois : Gyapár) est un village de Slovaquie situé dans la région de Prešov.

## Histoire
Première mention écrite du village en 1408.

## Démographie

### Évolution de la population
| Année:               | 1994. | 2004.   | 2014.   | 2024.   |
| -------------------- | ----- | ------- | ------- | ------- |
| Nombre de personnes: | 513   | 486     | 461     | 415     |
| Différence:          |       | -5,26 % | -5,14 % | -9,97 % |

| Année:               | 2023. | 2024.   |
| -------------------- | ----- | ------- |
| Nombre de personnes: | 417   | 415     |
| Différence:          |       | -0,47 % |